# Bacewe
Bacewe (ukr. Бацеве) – wieś na Ukrainie, w obwodzie żytomierskim, w rejonie olewskim, nad Zolnią. W 2001 roku liczyła 114 mieszkańców.